# Unifametro
O Centro Universitário Fametro (UNIFAMETRO) é uma instituição cearense de ensino privado. Com seis unidades de ensino em Fortaleza, Cascavel e Maracanaú, oferece mais de 30 cursos de Graduação nas modalidades presencial, semipresencial e EaD e mais de 40 cursos de Pós-graduação, nas mais diversas áreas do conhecimento.
A infraestrutura da Unifametro é composta por modernos laboratórios, Academia Esportiva, Clínica Integrada de Saúde, Clínica Veterinária, Complexo Odontológico, Núcleo de Gastronomia e Núcleo de Práticas Jurídicas (NPJ). Tais equipamentos, além de campos de atividades práticas para os estudantes, reforçam o compromisso social da Unifametro e comprometimento não só com a qualidade do ensino, mas também com os interesses e necessidades sociais, prestando atendimento gratuito à população.
O seu Núcleo de Práticas Jurídicas (NPJ) oferece atendimento gratuito à população em casos de usucapião, divórcio, investigação de paternidade e reparação de danos.
Segundo o Ranking Universitário da Folha de S.Paulo (RUF) de 2016, seu curso com melhor posicionamento é de graduação em Farmácia, ocupando a posição 116 em nível nacional.
Sua nota no Índice Geral de Cursos publicado pelo Instituto Nacional de Estudos e Pesquisas Educacionais Anísio Teixeira (INEP), do Ministério da Educação (MEC) é 4, em uma escala de 1 a 5.
Sua estrutura está assim distribuída:

## Unidades de Ensino
| Pólo                        | Endereço                                    | Telefone       |
| --------------------------- | ------------------------------------------- | -------------- |
| Unidade Aldeota             | Av. Dom Luís, nº 300 - Aldeota              | (85) 3022-7030 |
| Campus Carneiro da Cunha    | Rua Carneiro da Cunha, nº 180 - Jacarecanga | (85) 3206-6400 |
| Campus Conselheiro Estelita | Rua Conselheiro Estelita nº 500 - Centro    | (85) 3206-6400 |
| Campus Padre Ibiapina       | Av. Padre Ibiapina Nº 1243 - Centro         | (85) 3206-6435 |
| Unidade Cascavel            | Av. João Moreira de Paula, nº 2627 - Centro | (85) 3033-5777 |
| Unidade Maracanaú           | Rod - Jaçanaú, nº 8885 - Maracanaú - CE     | (85) 3033-5749 |

## Núcleos de Atividades Práticas e Atendimento à comunidade
| Pólo                             | Endereço                                  | Telefone       |
| -------------------------------- | ----------------------------------------- | -------------- |
| Academia Esportiva               | Av. Padre Ibiapina, Nº 1387 - Jacarecanga | (85) 3093-5586 |
| Clínica Integrada de Saúde       | Rua Liberato Barroso nº 1503 - Centro     | (85) 3206-6433 |
| Clínica Veterinária              | Rua Liberato Barroso nº 1390 - Centro     | (85) 3206-6400 |
| Complexo Odontológico            | Av. Filomeno Gomes Nº 184 - Jacarecanga   | (85) 3022-7068 |
| NPJ - Núcleo de Prática Jurídica | Rua Conselheiro Estelita Nº 515 - Centro  | (85) 3206-6422 |

## Responsabilidade Social
Sempre em comprometimento com a sociedade, a Unifametro entende que a prática da Responsabilidade Social vai muito além do ensino de qualidade. Abrange, sobretudo, o pleno exercício da cidadania, criando programas e condições de interação efetivas com a comunidade de seu entorno, através da educação para a vida, permitindo também um campo prático para seus estudantes.
Atuando com o princípio de gerar melhoria de vida aos assistidos, os programas de Responsabilidade Social da Unifametro são dotados de grande representatividade e compreende ações junto às comunidades acolhidas desde o ano de 2005. Para tanto, contamos com a participação de colaboradores, coordenadores, professores, alunos e voluntários.
A Unifametro é certificada com o Selo Instituição Socialmente Responsável 2020-2021, concedido pela Associação Brasileira de Mantenedoras de Ensino Superior (ABMES) e certifica nosso compromisso com a sociedade, em várias ações sociais realizadas ao longo dos anos.